# Капитињано (Л'Аквила)
Капитињано (итал. Capitignano) је насеље у Италији у округу Л'Аквила, региону Абруцо.
Према процени из 2011. у насељу је живело 436 становника. Насеље се налази на надморској висини од 906 м.

## Становништво
| 1951. | 1961. | 1971. | 1981. | 1991. | 2001. | 2011. |
| ----- | ----- | ----- | ----- | ----- | ----- | ----- |
| 1.551 | 1.404 | 1.009 | 797   | 742   | 689   | 680   |